# (1121) Natascha
(1121) Natascha ist ein Asteroid des Hauptgürtels, der am 11. September 1928 von der russischen Astronomin Pelageja Fjodorowna Schain am Krim-Observatorium in Simejis entdeckt wurde.
Der Name des Asteroiden ist ein weiblicher russischer Vorname (Koseform von Natalie oder Natalia), der keiner bestimmten Person zugeordnet ist.